# Isabelle Charest
Pour les articles homonymes, voir Charest.
Isabelle Charest, née le 3 janvier 1971 à Rimouski au Québec, est une femme politique et une patineuse de vitesse sur piste courte canadienne du Québec.
Elle est détentrice de trois médailles olympiques, obtenues lors de ses participations aux jeux d'hiver de 1994, 1998 et 2002. Après avoir été chef de mission adjointe aux Jeux olympiques de Rio en 2016 et chef de mission aux Jeux olympiques de Pyeongchang en 2018, elle entre en politique et se fait élire en 2018 comme députée caquiste de Brome-Missisquoi. Elle devient ministre responsable de la Condition féminine la même année, puis, après sa réélection en 2022, ministre responsable du Sport, du Loisir et du Plein air.

## Biographie
Née le 3 janvier 1971 à Rimouski, Isabelle Charest est détentrice d'un baccalauréat en nutrition de l'Université de Montréal.

### Carrière sportive
En 1988, elle fait son entrée au sein de l'équipe du Canada de patinage de vitesse. Elle commence sa carrière à l'échelle internationale au début des années 1990. Aux Jeux olympiques d'hiver de 1994, elle remporte la médaille d'argent avec l'équipe canadienne à l'épreuve de patinage de vitesse sur piste courte du relais féminin sur 3 000 mètres. Aux jeux olympiques suivants, en 1998 et 2002, elle remporte la médaille de bronze à la même épreuve. C'est également en 2002 qu'elle obtient son meilleur résultat individuel en atteignant la quatrième place à l'épreuve du 500 mètres. Entre 1995 à 1997, elle est désignée « patineuse de vitesse sur courte piste de l'année » au Canada.
Durant la même période, elle remporte plusieurs médailles aux championnats du monde de patinage de vitesse. Elle bat le record du monde à l'épreuve féminine du 500 mètres à deux reprises, en 1996 et 1997.
Après sa carrière olympique, elle est porte-parole et ambassadrice de plusieurs organismes et initiatives de promotion de l'activité physique et de saines habitudes de vie. Elle devient copropriétaire et gestionnaire d'une franchise d'un gym. En 2009, elle publie Mon journal santé : Une année pour moi ! avec Nathalie Lambert et Mélissa Lemieux aux Éditions de l'Homme. En 2011, elle cofonde Nellicom, une entreprise de relations publiques et de communications. De 2013 à 2018, elle est coordonnatrice aux communications auprès de la Commission scolaire du Val-des-Cerfs.
Elle renoue avec l'olympisme à partir des années 2010, alors qu'elle occupe à quelques reprises le rôle de « chef de mission » pour l'équipe canadienne : aux Jeux olympiques de la jeunesse d'hiver de 2016, aux Jeux olympiques d'été de 2016 (adjointe) et aux Jeux olympiques d'hiver de 2018,.

### Carrière politique
En juin 2018, elle se porte candidate aux élections générales québécoises de 2018 sous la bannière de la Coalition avenir Québec (CAQ). Elle est élue députée de Brome-Missisquoi à l'Assemblée nationale du Québec le 1er octobre 2018.
Le 18 octobre 2018, elle fait son entrée au sein du conseil des ministres du Québec en étant nommée ministre déléguée à l’Éducation, responsable des dossiers concernant le sport, les loisirs et les saines habitudes de vie. Elle dit vouloir faire la promotion du sport chez les jeunes en tant que facteur de réussite personnelle et scolaire.
Le 31 octobre 2018, elle est nommée membre du Comité ministériel des services aux citoyens. Le 5 février 2019, elle est nommée ministre responsable de la Condition féminine en remplacement de Sonia LeBel.
Durant la pandémie de Covid-19 au Québec, elle est chargée de la gestion de la crise au niveau sportif, ayant comme tâche d'annoncer tantôt des fermetures, tantôt des réouvertures,. À l'automne 2020, elle met la pression sur la Ligue de hockey junior majeur du Québec pour qu'elle s'engage à bannir la pratique des bagarres sur glace, ce à quoi elle acquiesce.
Réélue lors des élections du 3 octobre 2022, Isabelle Charest est nommée à de nouvelles responsabilités ministérielles, soit ministre responsable du Sport, du Loisir et du Plein air.

## Vie personnelle
Isabelle Charest est mère de deux enfants qu'elle a eus avec son ex-mari, le joueur de football canadien Steve Charbonneau (en),.
En mars 2021, on apprend qu'elle est en couple depuis plus d'un an avec le ministre Pierre Fitzgibbon. En 2023, ils étaient séparés.
En 2024, elle est en couple avec Jeff Boudreault.

## Résultats électoraux
|                                                                                             | Nom                         | Parti                    | Nombre de voix | %      | Maj.   |
| ------------------------------------------------------------------------------------------- | --------------------------- | ------------------------ | -------------- | ------ | ------ |
|                                                                                             | Isabelle Charest (sortante) | Coalition avenir         | 20 576         | 45,9 % | 13 438 |
|                                                                                             | Alexandre Legault           | Québec solidaire         | 7 138          | 15,9 % | -      |
|                                                                                             | Guillaume Paquet            | Parti québécois          | 5 359          | 11,9 % | -      |
|                                                                                             | Claude Vadeboncoeur         | Libéral                  | 5 344          | 11,9 % | -      |
|                                                                                             | Stéphanie Prévost           | Conservateur             | 4 875          | 10,9 % | -      |
|                                                                                             | Lynn Moore                  | Parti canadien du Québec | 642            | 1,4 %  | -      |
|                                                                                             | Caitlin Moynan              | Vert                     | 487            | 1,1 %  | -      |
|                                                                                             | Sébastien Houle             | Indépendant              | 209            | 0,5 %  | -      |
|                                                                                             | Tommy Quirion-Bouchard      | Climat Québec            | 121            | 0,3 %  | -      |
|                                                                                             | Pierre Fontaine             | Démocratie directe       | 105            | 0,2 %  | -      |
| Total                                                                                       | Total                       | Total                    | 44 856         | 100 %  |        |
| Le taux de participation lors de l'élection était de 68 % et 537 bulletins ont été rejetés. |                             |                          |                |        |        |

|                                                                                               | Nom                | Parti               | Nombre de voix | %      | Maj.  |
| --------------------------------------------------------------------------------------------- | ------------------ | ------------------- | -------------- | ------ | ----- |
|                                                                                               | Isabelle Charest   | Coalition avenir    | 18 407         | 44,4 % | 8 369 |
|                                                                                               | Ingrid Marini      | Libéral             | 10 038         | 24,2 % | -     |
|                                                                                               | Alexandre Legault  | Québec solidaire    | 7 167          | 17,3 % | -     |
|                                                                                               | Andréanne Larouche | Parti québécois     | 4 446          | 10,7 % | -     |
|                                                                                               | Elisabeth Dionne   | Vert                | 978            | 2,4 %  | -     |
|                                                                                               | Manon Gamache      | Citoyens au pouvoir | 247            | 0,6 %  | -     |
|                                                                                               | Marc Alarie        | Voie du peuple      | 190            | 0,5 %  | -     |
| Total                                                                                         | Total              | Total               | 41 473         | 100 %  |       |
| Le taux de participation lors de l'élection était de 70,7 % et 623 bulletins ont été rejetés. |                    |                     |                |        |       |

## Palmarès et récompenses

### Jeux olympiques
- Médaillée d'argent olympique en relais sur 3 000 m aux Jeux olympiques d'hiver de 1994 à Lillehammer ( Norvège)
- Médaillée de bronze olympique en relais sur 3 000 m aux Jeux olympiques d'hiver de 1998 à Nagano ( Japon)
- Médaille de bronze olympique en relais sur 3 000 m aux Jeux olympiques d'hiver de 2002 à Salt Lake City ( États-Unis)

### Championnats du monde
- Championne du monde au classement général lors des championnats du monde de 1996 à La Haye ( Pays-Bas)
- Championne du monde sur 500m lors des championnats du monde de 1996 à La Haye ( Pays-Bas)
- Championne du monde sur 1000m lors des championnats du monde de 1996 à La Haye ( Pays-Bas)
- Championne du monde sur 500m lors des championnats du monde de 1997 à Nagano ( Japon)
- Championne du monde du relais 3000m lors des championnats du monde de 1997 à Nagano ( Japon)
- Médaillée de bronze mondial par équipe lors des championnats du monde de 1998 à Bormio ( Italie)
- Vice-championne du monde par équipe lors des championnats du monde de 1999 à Saint-Louis ( États-Unis)

### Honneurs
- 1997 : Intronisation au Temple de la renommée de Patinage de vitesse Canada
- 1998 : Médaille de l'Assemblée nationale[21]
- 2002 : Médaille d'honneur de l'Assemblée nationale[22]